# Ottoline Morrell
(Virginia Woolf)
Lady Ottoline Violet Anne Cavendish-Bentinck (coniugata Morrell) (East Court, 16 giugno 1873 – Royal Tunbridge Wells, 21 aprile 1938) è stata una nobildonna britannica.
Amica del gruppo di intellettuali e artisti inglesi che avevano creato il Bloomsbury Group, lasciò un segno tangibile nella vita sociale e culturale tra la fine del XIX secolo e l'inizio del XX. Sposò il deputato liberale Philip Morrell, con il quale condivise passione per l'arte e ideali politici, culminati nel periodo della prima guerra mondiale in un coraggioso movimento d'opinione pacifista, di cui entrambi furono sostenitori. Convinta femminista, teorica del matrimonio aperto, ebbe numerosi legami sentimentali extraconiugali sia con uomini che con donne. Nell'elenco figurano, tra gli altri, il filosofo Bertrand Russell, lo storico dell'arte Roger Fry e l'artista Dora Carrington, amante di Lytton Strachey, moglie di Ralph Partridge. 

## Biografia

### La giovinezza
Ottoline Violet Anne Cavendish-Bentinck era l'unica figlia femmina del luogotenente generale Arthur Cavendish-Bentinck (figlio di Lord Charles Bentinck) e della sua seconda moglie, Augusta Mary Elizabeth Browne. Aveva tre fratelli maggiori ed un fratellastro, figlio del padre e della prima moglie. Fra i suoi parenti figurano anche Arthur Wellesley, I duca di Wellington, che era fratello della nonna paterna, e Elizabeth Bowes-Lyon, che era sua cugina di primo grado e che sarebbe divenuta regina consorte del re Giorgio VI e regina madre di Elisabetta II.
Nel 1877, quando Ottoline aveva quattro anni, il padre morì. Questo provocò alla famiglia una situazione di ristrettezze economiche, che durarono fino a quando, due anni dopo, morì il cugino del padre, William John Cavendish-Scott-Bentinck, V duca di Portland. Il titolo fu ereditato, insieme alle proprietà, dal fratellastro di Ottoline, che divenne il VI duca di Portland. Questo permise alla famiglia di trasferirsi nella proprietà di Welbeck Abbey, nel Nottinghamshire, e di avere a disposizione un patrimonio. Ottoline, benché solo sorellastra del duca, fu elevata di rango e le fu garantito il titolo di cortesia di “lady”.
Quando Ottoline aveva sedici anni il duca si sposò e lei, insieme alla madre, che nel frattempo aveva ricevuto il titolo di baronessa di Bolsover, lasciò Welbeck Abbey, trasferendosi a St. Anne Hill. 
La sua educazione rispettò le convenzioni a cui doveva conformarsi una ragazza dell'aristocrazia nell'Inghilterra vittoriana e edoardiana: cultura letteraria e artistica, soggiorni periodici a Londra, viaggi all'estero. 
Nel 1893 Ottoline e la madre fecero un viaggio in Italia, passando anche da Parigi. Al ritorno, la madre, già ammalata, si aggravò ed in brevissimo tempo morì.
Dopo la morte della madre, Ottoline soggiornò per alcuni anni alternativamente a Welbeck Abbey e in Italia (spesso accompagnata dall'amica Hilda Douglas-Pennant). L'Italia fu sempre una delle sue mete preferite, perché, in una sorta di trasfigurazione mitologica, la vedeva come «la terra delle libertà» prima ancora che come il paese europeo più ricco di cultura e di monumenti. 
Nel 1899 iniziò a seguire i corsi di economia politica e storia romana presso l’Università di Oxford come studentessa esterna del Somerville College, dove qualche anno prima aveva frequentato anche un corso di logica, ma non si iscrisse mai all’università.

### Il matrimonio

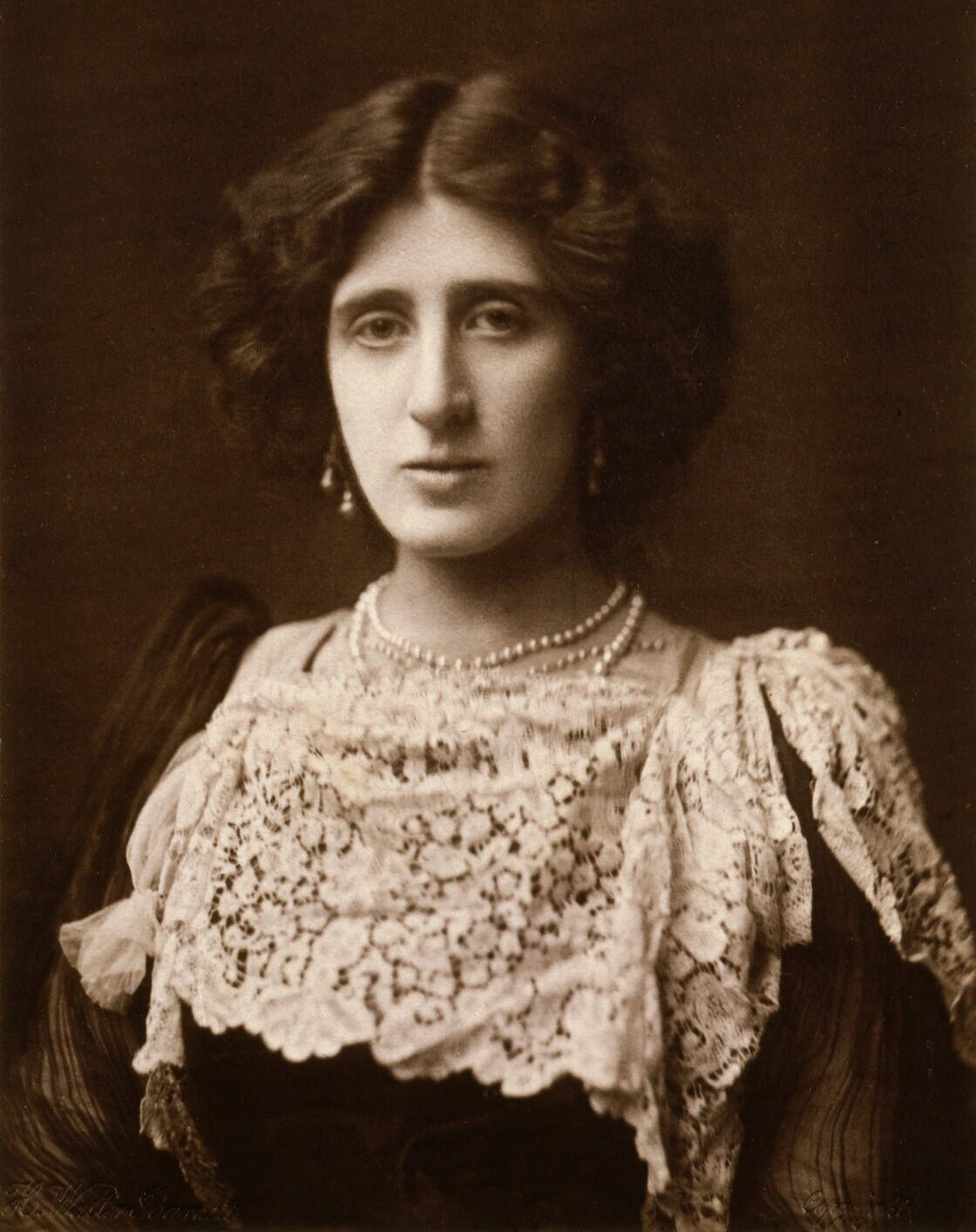
Lady Ottoline Morrell ritratta nel 1902 da Henry Walter Barnett

Nel 1900 conobbe Philip Edward Morrell, che sposò due anni dopo, l’8 febbraio 1902. Ottoline e il marito concordarono ben presto di volere un matrimonio aperto, in cui entrambi potevano avere relazioni extra-coniugali più o meno stabili con il benestare del coniuge. Ebbero due figli gemelli, Hugh e Julian, nati il 18 maggio 1906, ma solo la bambina sopravvisse. Philip ebbe anche diversi figli illegittimi, alcuni dei quali furono cresciuti con l'aiuto della stessa moglie. Ottoline da parte sua ebbe relazioni più o meno stabili con partner di entrambi i sessi.
Nel 1906 Philip Morrell si presentò candidato alle Elezioni Generali, come rappresentante di Henley-on-Thames, Contea dell'Oxfordshire. Grazie anche all'aiuto e al sostegno della moglie, vinse e divenne deputato al Parlamento del Regno Unito nelle file del Partito Liberale.
A questo punto la famiglia si trasferì a Bloomsbury, 44 Bedford Square (Londra), e Ottoline poté da quel momento coltivare con maggiore impegno la sua passione per le arti e la letteratura.

### Il sostegno ad artisti e letterati
Lady Ottoline Morrell, un metro e ottanta di statura, lunghi capelli rossi, abiti sgargianti, divenne ben presto famosa come donna eccentrica sia nel gusto sia nella personalità, ma soprattutto iniziò ad affermarsi nell'ambiente della società londinese come sostenitrice di giovani artisti e letterati. Dopo aver visitato gli studi dei pittori Mark Gertler e Augustus John, sentì infatti di dover sostenere i giovani artisti per aiutarli ad esprimersi senza preoccupazioni finanziarie. Nel 1907 iniziò ad organizzare ogni giovedì dei party settimanali nella casa di Bedford Square per fare in modo che gli artisti e gli scrittori suoi protetti incontrassero possibili finanziatori per il loro lavoro. 

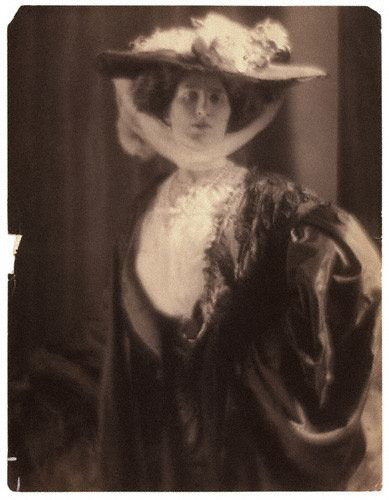
Lady Ottoline Morrell ritratta nel 1912 da Adolph de Meyer

La sua biografa, Miranda Seymour ha scritto: “Alcuni diventarono suoi amanti; pochi erano in grado di resistere alla sua combinazione di innocenza, aristocraticità, e alla singolarità di una vera eccentrica”
Ma non solo artisti e letterati frequentavano la casa dei coniugi Morrell. Erano ospiti abituali anche esponenti politici, principalmente di area liberale, fra i quali Herbert Henry Asquith, primo ministro del Regno Unito dal 1908 al 1916, e Winston Churchill, che si preparava a diventare personaggio di primo piano nella politica e nella storia della Gran Bretagna.
Nel 1908 Lady Ottoline venne anche a contatto con le sorelle Stephen, Vanessa e Virginia (meglio conosciute con i cognomi dei mariti, rispettivamente Clive Bell e Leonard Woolf), che nella loro casa organizzavano a loro volta incontri con esponenti di rilievo del mondo intellettuale. Nel salotto delle sorelle Stephen, Ottoline entrò in contatto con il cosiddetto Bloomsbury Group, che lì era nato e che si caratterizzava per le posizioni anticonformiste, per la polemica contro le rigidità moralistiche e per i costumi alquanto libertini.
Nel 1914 i coniugi Morrell acquistarono Garsington Manor, una residenza in stile Tudor nel villaggio di Garsington, nell'Oxfordshire, fra l'altro collegio elettorale di Philip. La restaurarono completamente e ne fecero un rifugio abbastanza vicino a Londra, che permettesse a molti dei loro amici, praticamente quasi tutti i membri del gruppo di Bloomsbury, di raggiungerli agevolmente.
Dal 1915 al 1927 Garsington Manor ospitò personaggi come il poeta William Butler Yeats, lo scrittore Henry James, Virginia Woolf e il marito Leonard, Vanessa Bell e il marito Clive, D. H. Lawrence e la moglie Frieda, Katherine Mansfield, E. M. Forster, H. G. Wells, Lytton Strachey, l'economista Maynard Keynes, il pittore Walter Sickert, il filosofo Stephen Spender e lo scrittore Aldous Huxley, senza dimenticare Henry Lamb, Roger Fry e Dora Carrington (con i quali Ottoline ebbe intense relazioni sentimentali), ed il filosofo Bertrand Russell, uno dei suoi storici amanti, anche se in alcune occasioni lei definì la relazione un suo sacrificio sull'altare di un grand'uomo.

### Gli anni della guerra

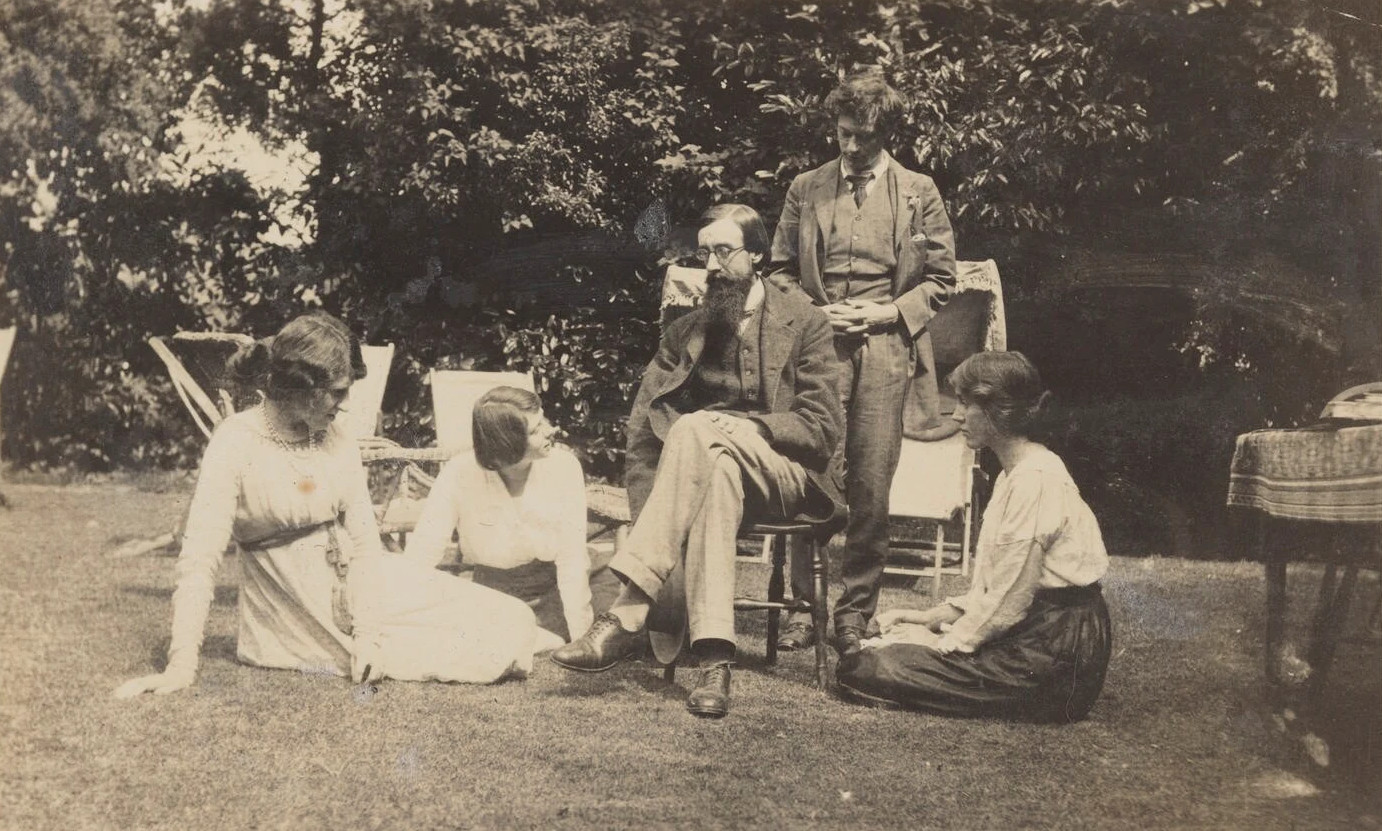
Da sinistra a destra: Lady Ottoline Morrell, Maria Nys Huxley, Lytton Strachey, Duncan Grant e Vanessa Stephen Bell ritratti nel 1915 (fotografo sconosciuto)

Quando nel 1914 la Gran Bretagna dichiarò guerra alla Germania, Ottoline e Philip, convinti pacifisti, si schierarono apertamente contro la guerra. Nel gennaio 1916, a seguito dell'emanazione del Military Service Act, con il quale era richiesto a tutti gli uomini fra i 19 e i 41 anni di difendere la patria, i coniugi Morrell decisero di agire.
Proposero Garsington Manor come una fattoria che avrebbe procurato impiego per gli obiettori di coscienza (il lavoro agricolo era considerato di importanza nazionale), piacevolmente abbinato alla libera ospitalità e condivisione di ideali. Così invitarono alcuni loro amici obiettori, fra cui Clive Bell, Duncan Grant, Lytton Strachey e altri del gruppo di Bloomsbury, ad andare a dimorare e lavorare nella loro residenza di Garsington per la durata della prima guerra mondiale, così da evitare persecuzioni. Allo stesso tempo Philip, contando sulla sua esperienza legale, rappresentò con successo Lytton Strachey, Duncan Grant e David Garnett nei rispettivi processi. Anche il linguista Siegfried Sassoon si rifugiò dai Morrell dopo una ferita e fu incoraggiato a non tornare a combattere come protesta contro la guerra. Di fatto durante la guerra in Inghilterra non ci fu rifugio migliore di Garsington Manor.
Nello stesso periodo Ottoline fu vicina a Bertrand Russell durante il processo che questi dovette affrontare per un articolo pacifista. Infatti anche Russell aveva trovato modo di trasformare in azione la sua passione antimilitarista, impegnandosi nel movimento No-Conscription Fellowship, di cui nel 1917 divenne anche presidente attivo. Il processo si concluse nel 1918 con la condanna del filosofo a sei mesi di prigione.
Da coerente pacifista Lady Ottoline si batté anche per salvare la vita di Roger Casement, il patriota irlandese che, per amore dell'indipendenza della sua terra, aveva combattuto a fianco dei tedeschi e finì impiccato nel 1916.
Negli stessi anni i Morrell aderirono all'UDC (Union of Democratic Control), un'organizzazione politica di tendenze pacifiste fondata nel 1914 da esponenti liberali inglesi fra cui tre ministri che si erano dimessi dalla loro carica per protesta contro l'intervento in guerra.
Quando l'11 novembre 1918 fu annunciata la fine della guerra, Garsington Manor cessò la sua funzione di rifugio per gli obiettori di coscienza e i pacifisti e tornò ad essere un salotto letterario-culturale.

### Gli ultimi anni

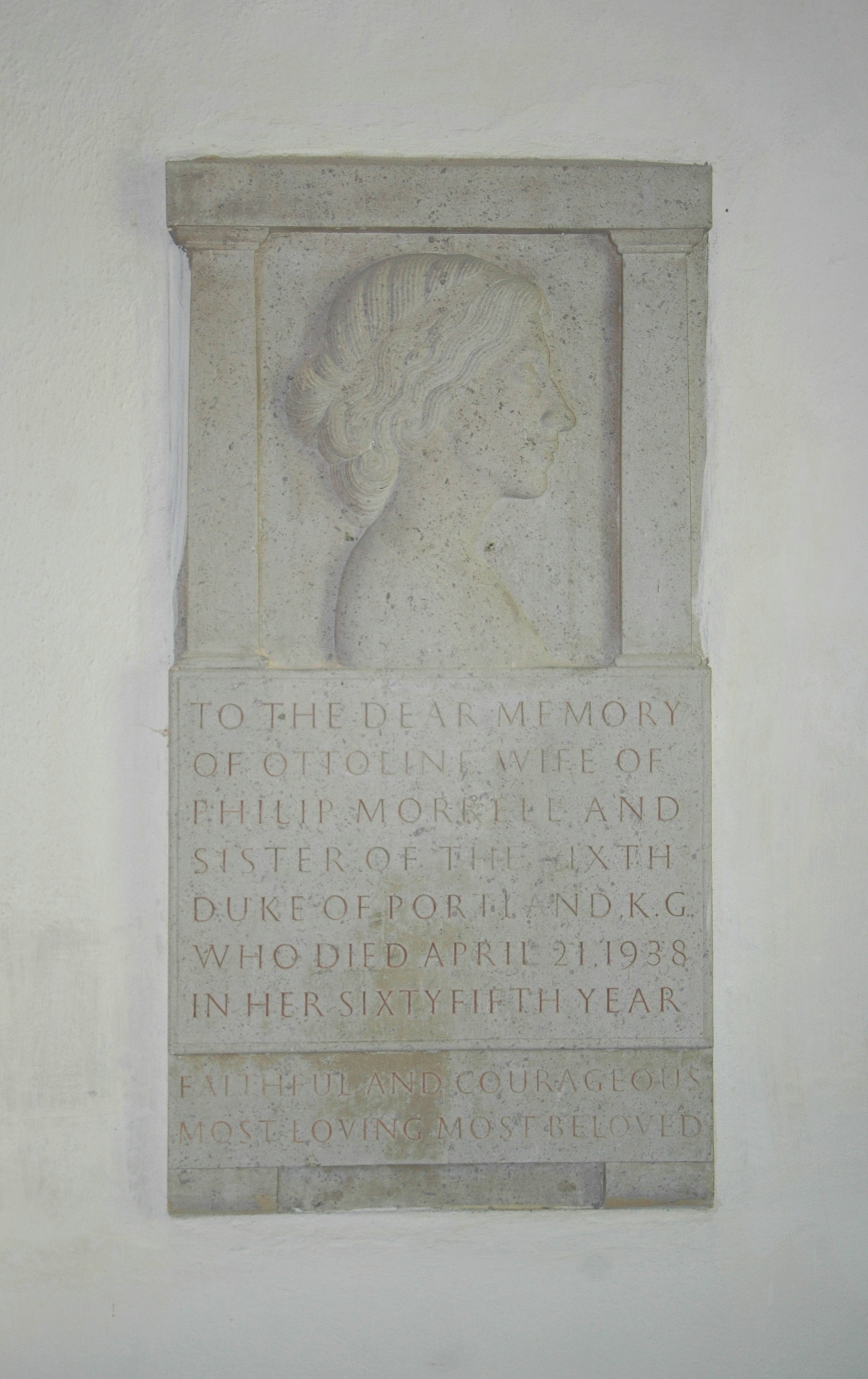
Monumento “In memoria di Lady Ottoline Morrell” nella Chiesa di St Mary a Garsington, opera di Eric Gill (1939)

L'amministrazione inadeguata della proprietà da parte di Philip, unita allo stile di vita dispendioso della moglie, avevano nel frattempo causato ai coniugi Morrell una situazione finanziaria disastrosa. Ottoline e il marito continuarono comunque a ricevere amici e a vivere sfarzosamente, ben al di sopra delle loro possibilità, fino al 1928, quando proseguire lo stesso stile di vita senza soldi si dimostrò impossibile. Garsington Manor fu venduta quello stesso anno. I Morrell si trasferirono nella più modesta dimora di 10 Gower Strett, a Bloomsbury. Ottoline in seguito menzionò raramente la residenza di Garsington. Ricordandola nelle sue memorie la descrive come “un teatro, dove settimana dopo settimana una compagnia itinerante arrivava e recitava la sua parte …”.
 Poco dopo il trasferimento nella nuova casa, a Ottoline fu diagnosticato un cancro alla mascella, che la costrinse ad una lunga degenza in ospedale, durante la quale subì anche un’operazione al volto.
Nonostante tutto continuò ad aiutare giovani artisti e scrittori. T. S. Eliot, che da lei ricevette molto aiuto agli inizi della sua carriera, ammise più di una volta che “è molto difficile pensare a qualcuno che ha significato altrettanto per me”. Anche il romanziere Henry Green affermò che “centinaia di giovani come me, che non erano degni della sua attenzione, furono presi sotto la sua protezione e affrontarono il mondo in modo molto diverso da quello che sarebbe stato se non l’avessero mai conosciuta”.
La malattia si ripresentò nel 1937. Ricevette delle cure in una clinica di Tunbridge Wells, dove fu sottoposta ad un trattamento con un nuovo medicinale non testato, che la fece rapidamente peggiorare. Il 21 aprile 1938 Lady Ottoline Morrell morì.
La messa in sua memoria fu tenuta il 26 aprile nella Chiesa di Saint Martin-in-the-Fields, in Trafalgar Square. Il suo necrologio sul The Times fu scritto da Virginia Woolf. Infine nel 1939 fu collocata nella Chiesa di St. Mary a Garsington una lapide in sua memoria, realizzata dallo scultore e designer inglese Eric Gill.

## Eredità letteraria

### Le memorie e la corrispondenza
Nel 1927 Lady Ottoline Morrell iniziò a scrivere le proprie memorie, che furono revisionate dopo la sua morte e successivamente pubblicate in due volumi. 
Ad un certo punto si chiede anche: “perché dovrei onorare questo mondo con i ricordi del mio passato?”. E subito si risponde: “Per il desiderio di aspirare all'immortalità”.
Purtroppo parte dello charme di quei ricordi e molti dei dettagli più intimi si sono persi a causa della selezione fatta dal marito Philip, prima che i manoscritti venissero consegnati al curatore letterario Robert Gathorne-Hardy.

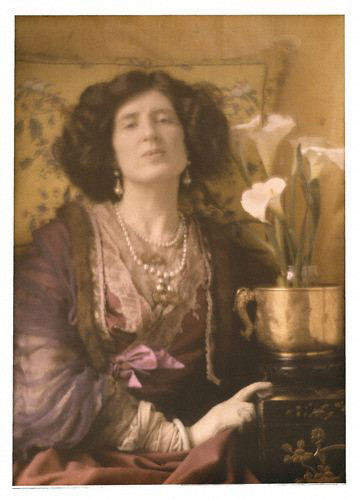
Lady Ottoline Morrell ritratta nel 1907 da Adolph de Meyer (fotografia elaborata con tecnica auto-cromatica su piastra)

Nel settembre 2014 le memorie di Lady Ottoline Morrell sono uscite per la prima volta tradotte in lingua italiana, con il titolo "I ricordi di una signora meravigliosa".
Aveva anche mantenuto per oltre venti anni dettagliati taccuini e diari, ma questi non sono mai stati pubblicati.
Intrattenne anche una vastissima corrispondenza con amici e conoscenti. Gran parte di questi documenti sono stati inizialmente conservati dai familiari che poi li hanno venduti in più riprese ed oggi si trovano sparsi in varie biblioteche, soprattutto universitarie, inglesi e statunitensi.
La collezione più corposa è comunque conservata presso la British Library di Londra, nella sezione Western Manuscript. Si tratta di una raccolta di manoscritti olografi (lettere, diari e taccuini), che la biblioteca ha acquistato nel 2003 dal nipote di Ottoline, Adrian Goodman. La raccolta comprende: lettere di Ottoline a Lytton Strachey (1910-1931) e Philippa Strachey (1932); miscellanea di taccuini 1896-1937; diari 1905-1937; memorie di viaggio 1901-1904; appunti conservati 1907-1938. Sono circa 350 documenti raccolti in 114 volumi.

### Musa ispiratrice
Una parte altrettanto interessante dell'eredità letteraria di Lady Ottoline Morrell è la sua rappresentazione in diversi romanzi della letteratura inglese del XX secolo. L'aristocratica ed eccentrica nobildonna fornì infatti l'ispirazione per diversi personaggi, alcuni in realtà molto malevoli nella sua caratterizzazione. Di fatto alcuni dei suoi ospiti ed amici, più che felici di accettare la sua ospitalità, poi la ricambiarono con brutali e ridicole caricature nelle loro opere.

Ottoline appare pienamente riconoscibile in almeno una dozzina di romanzi. Fra i più famosi è Hermione Roddice in “Donne innamorate” (Women in Love) di D. H. Lawrence (1920) e Priscilla Wimbush in “Giallo cromo” (Crome Yellow) di Aldous Huxley (1921). Altre caratterizzazioni sicuramente ispirate a lei sono Lady Caraway in “Gli esteti” (The Aesthetes) di Walter J. Turner (1927), Caroline Bury in “Un campo di battaglia” (It's a Battlefield) di Graham Greene (1934), Mrs Bidlake in “Punto contro punto” (Point Counter Point) di Aldous Huxley (1928) e Lady Septugesima Goodley in "Tripla fuga" (Triple Fugue) di Osbert Sitwell (1924). Anche Lady Sybilline Quarrell in “Quarant'anni” (Forty Years On) di Alan Bennett (1968) è riconosciuta come una sua parodia. 
Alcuni critici affermano che fu anche il modello per la più famosa eroina di D. H. Lawrence, Lady Chatterley.

## Curiosità
Abbigliamento – Ebbe uno straordinario, eccentrico e molto personale gusto per la moda, unito ad un vivido senso dei colori. Fece anche ampio uso di prodotti esotici acquistati in occasione dei suoi viaggi internazionali. Trovava la sua ispirazione non nelle pagine delle riviste di moda della sua epoca ma in vecchie immagini che acquistava sotto forma di cartoline per poi passarle alla sua modista, miss Brenton, che doveva riprodurle nella realizzazione dei suoi abiti e dei relativi accessori.
Il museo della moda di Bath contiene attualmente una collezione di abiti e accessori appartenuti a Lady Ottoline Morrell, che il museo ha acquistato nel 2000 dal nipote di Ottoline, Adrian Goodman.
Ritratti – Posò per vari pittori suoi amici, ma non solo. Esistono suoi ritratti eseguiti dai pittori Augustus John, Simon Bussy, Duncan Grant, Charles Conder, Henry Lamb e perfino dal futurista italiano Giacomo Balla.
Il più conosciuto è sicuramente il ritratto del 1919 dipinto da Augustus John, che fu anche uno dei suoi numerosi amanti. Questo ritratto non fu apprezzato da molti (su una rivista dell'epoca fu definito “una parodia grottesca di aristocratica, quasi un'altera imbecille”) ma a Lady Morrell in realtà il dipinto piaceva, tanto che lo teneva appeso sopra il caminetto nella sua casa di Londra.
Fotografie – Si fece eseguire ritratti fotografici dai più noti fotografi dell'epoca, fra i quali Cecil Beaton, Henry Walter Barnett, George C. Beresford e il francese Adolf de Meyer, probabilmente il primo vero fotografo professionale di moda. Molto conosciuta la fotografia elaborata con tecnica auto-cromatica su piastra che il fotografo francese realizzò nel 1907. Il ritratto fa parte di una collezione di 595 immagini, tutte con soggetto Lady Ottoline Morrell, conservate presso la National Portrait Gallery (Londra).
Presso la National Portrait Gallery è ampiamente documentata anche la Lady Ottoline Morrell grande appassionata di fotografia. Vi è infatti conservata una collezione di 1696 fotografie, la maggior parte scattate da lei stessa. Si tratta principalmente di ritratti e istantanee del marito Philip, della figlia Julian, dei numerosi amici ed ospiti a Garsington Manor, dei luoghi visitati durante i viaggi.
Nel 1976 è stato pubblicato, per volere della figlia di Ottoline, Julian Morrell Vinogradoff, anche un album fotografico della famiglia Morrell.
Cinema - Il personaggio di Lady Ottoline Morrell è protagonista in due pellicole cinematografiche girate negli anni '90. Nel film Wittgenstein (1993) del regista Derek Jarman, ispirato al filosofo austriaco Ludwig Wittgenstein, allievo di Bertrand Russell, Ottoline è interpretata dall'attrice scozzese Tilda Swinton. Nel film Carrington (1995) del regista Christopher Hampton, ispirato alla singolare storia d'amore fra Dora Carrington e Lytton Strachey, è invece interpretata dall'attrice inglese Penelope Wilton.

## Ascendenza
|                                        |                                  |                                                           | Genitori                                          |  |  | Nonni |  |  | Bisnonni                                               |  |  | Trisnonni                             |  |
|                                        |                                  |                                                           |                                                   |  |  |       |  |  | William Henry Cavendish-Bentinck, III duca di Portland |  |  | William Bentinck, II duca di Portland |  |
|                                        |                                  |                                                           |                                                   |  |  |       |  |  | William Henry Cavendish-Bentinck, III duca di Portland |  |  | William Bentinck, II duca di Portland |  |
|                                        |                                  | lady Margaret Cavendish Harley                            |                                                   |  |  |       |  |  | William Henry Cavendish-Bentinck, III duca di Portland |  |  |                                       |  |
| lord Charles Bentinck                  |                                  |                                                           |                                                   |  |  |       |  |  | William Henry Cavendish-Bentinck, III duca di Portland |  |  |                                       |  |
|                                        |                                  | lady Dorothy Cavendish                                    | William Cavendish, IV duca di Devonshire          |  |  |       |  |  |                                                        |  |  |                                       |  |
|                                        |                                  | lady Dorothy Cavendish                                    | William Cavendish, IV duca di Devonshire          |  |  |       |  |  |                                                        |  |  |                                       |  |
|                                        |                                  | lady Dorothy Cavendish                                    | Charlotte Elizabeth Boyle, marchesa di Hartington |  |  |       |  |  |                                                        |  |  |                                       |  |
| hon. Arthur Cavendish-Bentinck         |                                  | lady Dorothy Cavendish                                    |                                                   |  |  |       |  |  |                                                        |  |  |                                       |  |
|                                        |                                  | Richard Wellesley, I marchese Wellesley                   | Garret Wesley, I conte di Mornington              |  |  |       |  |  |                                                        |  |  |                                       |  |
|                                        |                                  | Richard Wellesley, I marchese Wellesley                   | Garret Wesley, I conte di Mornington              |  |  |       |  |  |                                                        |  |  |                                       |  |
|                                        |                                  | Richard Wellesley, I marchese Wellesley                   | hon. Anne Hill-Trevor                             |  |  |       |  |  |                                                        |  |  |                                       |  |
| lady Anne Wellesley                    |                                  | Richard Wellesley, I marchese Wellesley                   |                                                   |  |  |       |  |  |                                                        |  |  |                                       |  |
|                                        |                                  | Hyacinthe-Gabrielle Roland                                | Christopher Alexander Fagan                       |  |  |       |  |  |                                                        |  |  |                                       |  |
|                                        |                                  | Hyacinthe-Gabrielle Roland                                | Christopher Alexander Fagan                       |  |  |       |  |  |                                                        |  |  |                                       |  |
|                                        |                                  | Hyacinthe-Gabrielle Roland                                | Hyacinthe-Gabrielle Varis                         |  |  |       |  |  |                                                        |  |  |                                       |  |
| lady Ottoline Cavendish-Bentinck       |                                  | Hyacinthe-Gabrielle Roland                                |                                                   |  |  |       |  |  |                                                        |  |  |                                       |  |
|                                        | James Browne, II barone Kilmaine | John Browne, I barone Kilmaine                            |                                                   |  |  |       |  |  |                                                        |  |  |                                       |  |
|                                        | James Browne, II barone Kilmaine | John Browne, I barone Kilmaine                            |                                                   |  |  |       |  |  |                                                        |  |  |                                       |  |
|                                        | James Browne, II barone Kilmaine | hon. Alicia Caulfeild                                     |                                                   |  |  |       |  |  |                                                        |  |  |                                       |  |
| hon. rev. Henry Montague Browne        | James Browne, II barone Kilmaine |                                                           |                                                   |  |  |       |  |  |                                                        |  |  |                                       |  |
|                                        |                                  | hon. Anne Cavendish                                       | sir Henry Cavendish, II baronetto                 |  |  |       |  |  |                                                        |  |  |                                       |  |
|                                        |                                  | hon. Anne Cavendish                                       | sir Henry Cavendish, II baronetto                 |  |  |       |  |  |                                                        |  |  |                                       |  |
|                                        |                                  | hon. Anne Cavendish                                       | Sarah Cavendish, I baronessa Waterpark            |  |  |       |  |  |                                                        |  |  |                                       |  |
| Augusta Browne, I baronessa Bolsover   |                                  | hon. Anne Cavendish                                       |                                                   |  |  |       |  |  |                                                        |  |  |                                       |  |
|                                        |                                  | Lodge de Montmorency, I visconte Frankfort de Montmorency | Redmond Morres                                    |  |  |       |  |  |                                                        |  |  |                                       |  |
|                                        |                                  | Lodge de Montmorency, I visconte Frankfort de Montmorency | Redmond Morres                                    |  |  |       |  |  |                                                        |  |  |                                       |  |
|                                        |                                  | Lodge de Montmorency, I visconte Frankfort de Montmorency | Elizabeth Lodge                                   |  |  |       |  |  |                                                        |  |  |                                       |  |
| hon. Catherine Penelope de Montmorency |                                  | Lodge de Montmorency, I visconte Frankfort de Montmorency |                                                   |  |  |       |  |  |                                                        |  |  |                                       |  |
|                                        |                                  | Catherine White                                           | George White                                      |  |  |       |  |  |                                                        |  |  |                                       |  |
|                                        |                                  | Catherine White                                           | George White                                      |  |  |       |  |  |                                                        |  |  |                                       |  |
|                                        |                                  | Catherine White                                           | …                                                 |  |  |       |  |  |                                                        |  |  |                                       |  |
|                                        |                                  | Catherine White                                           |                                                   |  |  |       |  |  |                                                        |  |  |                                       |  |

### Libri biografici
- Miranda Seymour, Ottoline Morrell: Life on a Grand Scale, Editore: Faber & Faber, Londra, 2009
- Inga Fraser, ‘'Body, Room, Photograph: Negotiating identity in the self-portraits of Lady Ottoline Morrell'’ in: Anne Massey and Penny Sparke (a cura di), ‘'Biography, Identity and the Modern Interior'’, Capitolo 5, pagg. 69-85, Ed. Ashgate Publishing Ltd, Londra, 2013

### Libri autobiografici
- Ottoline Violet Cavendish Morrell (a cura di Robert Gathorne-Hardy) -  Memoirs of Lady Ottoline Morrell : a study in friendship, 1873-1915, Ed. Alfred A. Knopf, New York, 1964
- Ottoline Violet Cavendish Morrell (a cura di Robert Gathorne-Hardy) - Ottoline at Garsington: memoirs of Lady Ottoline Morrell, 1915-1918, Ed. Faber & Faber, Londra, 1974
- Ottoline Violet Anne Cavendish.Bentinck Morrell (Autore), Nicola Zippel (Traduttore in lingua italiana), I ricordi di una signora meravigliosa, Ed. Castelvecchi, Roma, 2014 (tratto da Memoirs of Lady Ottoline Morrell: a study in friendship, 1873 – 1915 e Ottoline at Garsington : memoirs of Lady Ottoline Morrell, 1915 – 1918)

### Articoli
- James Hepburn, ‘’Ottoline the Terrible’’, in “The Sewanee Review”, Vol. 84, No. 3 (Estate, 1976), pp. 517-522, Pubblicato da: The Johns Hpkins University Press, su jstor.org.
- Carolyn G. Heilbrun, ‘’Generous to a Fault’’, in “The Women's Review of Books”, Vol. 11, No. 1 (Ottobre, 1993), pp. 13-14, Pubblicato da: Old City Publishing Inc., su jstor.org.
- Leon Edel, ‘’The Group and the Salon’’, in “The American Scholar”, Vol. 46, No. 1 (Inverno 1977), Pubblicato da: The Phi Beta Kappa Society, su jstor.org.
- Steven E. Werner, ‘’Bertrand Russell and the Pacifists in the First World War by Jo Vellacott’’, in “The American Historical Review”, Vol. 87, No. 2 (Aprile, 1982), p. 457, Pubblicato da: Oxford University Press, su jstor.org.
- Todd Avery, ‘’Lytton Strachey and the Search for Modern Sexual Identity: The Last Eminent Victorian by Julie Anne Taddeo’’, in “Victorian Studies”, Vol. 46, No. 4 (Estate, 2004), pp. 710-711, Pubblicato da: Indiana University Press, su jstor.org.